# Adamantisaurus mezzalirai
L'adamantisauro (Adamantisaurus mezzalirai) è un dinosauro erbivoro appartenente ai sauropodi. Visse nel Cretaceo superiore (circa 80 milioni di anni fa) e i suoi resti fossili sono stati ritrovati in Brasile.

## Descrizione
Tutto ciò che si conosce di questo dinosauro sono i fossili di sei vertebre della parte anteriore della coda e di due ossa caudali (chevron), che non permettono di descrivere accuratamente l'animale ma hanno consentito ai paleontologi di attribuire i resti a un genere a sé stante. Adamantisaurus doveva superare i 15 metri di lunghezza e probabilmente possedeva collo e coda lunghi, un corpo voluminoso e zampe colonnari. Non è chiaro se il corpo fosse protetto da un'armatura di osteodermi, come quella di molti suoi parenti (i titanosauri).

## Classificazione
I resti di questo dinosauro vennero scoperti nel 1959, ma fu solo nel 2006 che vennero descritti formalmente da parte dei paleontologi brasiliani Rodrigo Santucci e Reinaldo Bertini. L'epiteto specifico, mezzalirai, è in onore di Sergio Mezzalira, il geologo brasiliano che per primo scoprì i fossili e li menzionò.
Adamantisaurus è stato rinvenuto nella formazione Adamantina nello stato di São Paulo; nonostante sia incompletamente conosciuto, le vertebre caudali richiamano quelle di altri titanosauri sudamericani, come Aeolosaurus e Trigonosaurus (noto in precedenza come "Peiropolis titanosaur"). Nella stessa formazione Adamantina è stato rinvenuto un altro titanosauro, Gondwanatitan.